# Raul Paula
Raul Carlos Vasko Caldaroska Paula (* 25. Januar 2004 in Böblingen) ist ein deutsch-portugiesischer Fußballspieler und steht seit 2024 bei NAC Breda in den Niederlanden unter Vertrag.

## Karriere

### Verein
Paula spielte in der Jugend zunächst für verschiedene Vereine aus Sindelfingen und Böblingen, ehe er 2015 zu den Stuttgarter Kickers wechselte. Zwei Jahre später kam er in das NLZ des VfB Stuttgart, mit dem er 2022 als Teil der U19-Mannschaft den DFB-Pokal der Junioren gewinnen konnte. Am 26. August 2022 verlängerte er seinen Vertrag mit den Schwaben bis Juni 2026.
Zur Saison 2022/23 rückte Paula in den Kader der zweiten Mannschaft des VfB auf, für die er bereits im Dezember 2021 gegen den FC-Astoria Walldorf in der Regionalliga Südwest debütiert hatte.
Im August 2024 wechselte Paula zu NAC Breda in die Niederlande. Er debütierte am 18. August 2024 gegen Ajax Amsterdam am 2. Spieltag der Saison 2024/25 in der Eredivisie und bereitete dabei in der Nachspielzeit den Siegtreffer zum 2:1-Endstand vor. Bis zum Saisonende absolvierte er insgesamt 18 Erstliga- sowie eine Pokalpartie.

### Nationalmannschaft
Raul Paula war deutscher Nachwuchsnationalspieler und spielte bis 2022 in den Altersklassen U16, U17 und U-18. Am 22. März 2024 debütierte er außerdem beim 3:1-Sieg gegen Frankreich für die U-20-Nationalmannschaft. Drei Tage später erzielte er beim 3:3-Unentschieden gegen denselben Gegner auch zwei Treffer.

## Titel und Erfolge
- Meister der Regionalliga Südwest und Aufstieg in die 3. Liga: 2024
- Deutscher A-Junioren-Pokalsieger: 2022